# Злочин против мира
Злочини против мира, познати под термином агресија, представљају једно од четири кривична дела за које се судило нацистичким званичницима у Нирнбергу, после Другог светског рата. Ови злочини ће, преко Нирнбершких принципа, постати једно од кривичних дела на којима се базира данашње међународно кривично право.

## Историјат
Злочини проитив мира први пут су одређени у члану 6. Статута Међународног војног трибунала у Нирнбергу као:
"планирање, припремање, започињање или вођење агресорског рата или рата којим се крше међународни уговори, споразуми или гарантије, или учествовање у неком заједничком плану или завери за извршење ма ког од горенаведених дела"
Агресорски рат је и пре суђења у Нирнбергу био забрањен Бријан-Келоговим пактом из 1928. године, мада тим пактом није била уведена потпуна забрана сваког рата. То ће се десити тек усвајањем Повеље УН која допушта искључиво одбрамбени рат и принудне мере самих Уједињених нација. Спречавање силе у односима између држава једно је од основних начела УН, а посебно се овим питањима баве чланови 1, 2, 33 и 39 Повеље УН.
Стога данас није спорно да је агресија у сваком облику забрањена, а уједно представља и једно од најтежих кривичних дела. За одређивање да ли постоји агресија задужен је Савет безбедности УН на основу овлашћења из главе VII Повеље УН.
За злочине против мира био је надлежан и Токијски трибунал, и отада нико није био осуђен за неко кривично дело против мира.

## Дефиниција агресије Уједињених нација
Регулисању ове области свој допринос дале су Уједињене нације и преко Резолуције Генералне скупштине број 3314 из 1974. године. Према овој резолуцији „првоотпочињање употребе оружане силе од једне државе противно Повељи представља prima facie доказ извршења акта агресије“.
У члану 3. детаљно је наведено шта представља акте агресије, независно од постојања ратног стања:
- инвазија или напад оружаних снага једне државе на територију друге државе или свака окупација, макар и привремене, која произађе из такве инвазије или напада, или анексија територије или дела територије друге државе употребом силе
- бомбардовање територије неке државе од стране оружаних снага друге државе или употреба ма ког оружја од стране једне државе против територије друге државе; блокада лука или обала једне државе од стране оружаних снага друге државе
- напад оружаних снага једне државе на копнене, поморске или ваздухопловне снаге, поморску или ваздушну флоту друге државе
- употреба оружаних снага једне државе које се с пристанком земље пријема налазе на територији ове последње, противно условима предвиђеним у споразуму, односно остајање тих снага на територији земље пријема и после истека споразума
- радња једне државе која своју територију стави на располагање другој држави да би је ова искористила за извршење акта агресије против треће државе
- упућивање од стране, односно у име једне државе оружаних банди, група, нерегуларних војника или најамника, који против друге државе врше акте оружане силе толико озбиљно да се изједначују са горе поменутим актима, односно значајно учешће једне државе у томе

СБ УН може одлучити и да други акти представљају агресију. Резолуцијом се даље наглашава да никакви разлози било које природе не могу служити као оправдање за агресију, те да агресија повлачи међународну одговорност, а да агресорски рат представља злочин против међународног мира.

## Злочини против мира у Римском статуту
Римски статут Међународног кривичног суда предвиђа да је овај суд одговоран за ове злочине али условно. То значи да ће суд у пракси постати надлежан тек када се Статут допуни одређивањем појма агресије и утврде и други услови под којима ће суд бити надлежан за ово кривично дело. Није јасно зашто Суд није прихватио дефиницију агресије из Резолуције 3314 УН.

## Злочини против мира у праву Србије
Кривични законик Србије у члану 386. предвиђа постојање кривичног дела агресивног рата. Према овом члану:
1) Ко позива или подстиче на агресиван рат, казниће се затвором од две до дванаест година.
2) Ко нареди вођење агресивног рата, казниће се затвором најмање десет година или затвором од тридесет до четрдесет година.